# Lindesberg Arena
Lindesberg Arena är en multiarena i Lindesberg, invigd 16 augusti 2010.
Här tränar och tävlar elitidrottare sida vid sida med skolungdomar och motionärer.
I anslutning till arenan finns även konferenslokaler. Ett antal större arrangemang arrangeras ett par gånger per år. 
Lindesberg Arena kan ta 2 500 besökare och har en Greenbuildinganläggning. Arenan inrymmer Krydda Restaurang och Bowling som nyöppnades 2016.
Föreningar som huserar på Lindesberg Arena är LIF Lindesberg, LAGF, Lindesbergs VBK, Frövi Judo, WSK Lindesberg, Stråssa GF Lindesberg, BK ATOM, King Cobra BK. Lindeskolan ligger bredvid arenan och har sina idrottslektioner där.